# Economia bancaria
L'economia bancaria studia il funzionamento del sistema bancario nel suo complesso, che comprende il funzionamento dell'azienda bancaria nelle sue specificità operative ed organizzative e del settore creditizio inteso sia come insieme delle banche sia come settore economico che interagisce con altri settori dell'economia.
Il sistema bancario assume un ruolo centrale nella vita economica di un paese fornendo credito a imprese, istituzioni pubbliche e singoli cittadini, nonché raccogliendo il risparmio delle famiglie. Pertanto il buon funzionamento dell'economia richiede un sistema efficiente e ben controllato dalle autorità monetarie, al fine di garantire costi inferiori per i servizi bancari e soprattutto per garantire fiducia e credibilità nel sistema dei pagamenti. Senza tale fiducia l'intero sistema dei pagamenti non potrebbe funzionare. 
L'economia bancaria si focalizza quindi sulle funzioni che svolgono le banche, quali principali attori economici di un paese:
1. funzione creditizia: ricevono e concedono prestiti stimolando la formazione del risparmio. In particolare raccogliendo denaro dalle famiglie e trasformandolo in prestito alle imprese;
2. funzione monetaria (generano mezzi di pagamento: assegni, giroconti etc)
3. funzione di investimento (mercato dei capitali: azioni, obbligazioni)
4. funzione di sostegno economico (erogando crediti alle aziende).